# Newman-Sinclair
Newman & Sinclair, London, war eine Produktionsfirma von Filmkameras, die von 1927 an produziert wurden.

Newman-Sinclair-Kamera der 1950er Jahre

Das Grundmodell entwickelte Arthur Samuel Newman, der das Kameragehäuse aus Duraluminium, einem temperaturresistenten Leichtmetall herstellen ließ. Das erste Modell mit einem 35-mm-Objektiv wurde noch durch ein aufziehbares Uhrwerk angetrieben, das 200 Fuß Film (61 Meter) transportieren konnte. Spätere Modelle waren batteriebetrieben. Die Newman & Sinclair erlaubte Geschwindigkeiten zwischen 10 und 24 Bildern in der Sekunde.
Die Kamera hatte einen verstellbaren Umlaufverschluss, Ein- und Ausblendungen konnten automatisch vorgenommen werden.
Aufgrund ihrer Robustheit, ihres geringen Gewichts und der leichten Handhabung galt die Kamera über dreißig Jahre hinweg als eine optimale Filmkamera für Nachrichtenreportagen und Dokumentarfilme.
Berühmte Dokumentarfilmer wie Robert J. Flaherty, Humphrey Jennings, Damien Parer und Basil Wright verwendeten diese Kamera. Gerade Flaherty zog sie den schweren Modellen seiner Zeit vor, da er für seinen einzigartigen Inuit-Dokumentationsfilm "Nanuk, der Eskimo" unabhängig sein musste. Bei den tiefen Temperaturen konnte er sich auf die Erfahrungen der britischen Mount Everest-Expedition verlassen. Sein Modell wies eine starke Fassung aus Stahl auf, die aufgrund ihrer Schwere auch lange Brennweiten erlaubte. Bei Parer waren es hingegen die hohen Temperaturen der Wüste des Nahen Ostens oder die hohe Luftfeuchtigkeit Neuguineas, die ihn  zur Verwendung dieser Kameras bewog.
Die Schärfe ihrer Bilder erlaubte sogar passable Ausschnittvergrößerungen für die Tagespresse und Publikationen.
Selbst 1971 noch verwendete Stanley Kubrick Modelle dieser Kamera für Clockwork Orange auf etwas zweifelhafte Art: Um den Selbstmordversuch seiner Alex-Figur glaubhaft filmen zu können, ließ er sechs Kameras auf dem Pflaster zerschellen, bis eine endlich mit dem Objektiv nach unten aufschlug und die gewünschte Einstellung lieferte.